# زارا (تيبت)
زارا (بالإنجليزية: Zara, Tibet)‏ هي منطقة سكنية تقع في الصين في أزمة التبت والصين. يقدر عدد سكانها بـ
- نسمة .